# La Plant (Dakota del Sur)
La Plant es un lugar designado por el censo ubicado en el condado de Dewey en el estado estadounidense de Dakota del Sur. En el Censo de 2010 tenía una población de 171 habitantes y una densidad poblacional de 6,96 personas por km².

## Geografía
La Plant se encuentra ubicado en las coordenadas 45°8′1″N 100°39′59″O / 45.13361, -100.66639. Según la Oficina del Censo de los Estados Unidos, La Plant tiene una superficie total de 24.57 km², de la cual 24.48 km² corresponden a tierra firme y (0.4%) 0.1 km² es agua.

## Demografía
Según el censo de 2010, había 171 personas residiendo en La Plant. La densidad de población era de 6,96 hab./km². De los 171 habitantes, La Plant estaba compuesto por el 3.51% blancos, el 0% eran afroamericanos, el 95.91% eran amerindios, el 0% eran asiáticos, el 0% eran isleños del Pacífico, el 0.58% eran de otras razas y el 0% pertenecían a dos o más razas. Del total de la población el 5.26% eran hispanos o latinos de cualquier raza.